# Troglodyte à nuque rousse
Campylorhynchus rufinucha
Espèce
Statut de conservation UICN

 LC  : Préoccupation mineure
Le Troglodyte à nuque rousse (Campylorhynchus rufinucha) est une espèce d'oiseaux de la famille des Troglodytidae.
Son aire s'étend essentiellement à travers l'État de Veracruz.